# Lepoarctus coniferus
Genre
Espèce
Synonymes
- Pleocola conifera Renaud-Mornant, 1975

Lepoarctus coniferus, unique représentant du genre Lepoarctus, est une espèce de tardigrades de la famille des Styraconixidae. 

## Distribution
Cette espèce est endémique de l'océan Indien. 

## Publications originales
- Kristensens & Renaud-Mornant, 1983 : Existence d'arthrotardigrades semi-benthiques de genres nouveaux de la sous-famille des Styraconyxinae subfam. nov. Cahiers de Biologie Marine, vol. 24, no 3, p. 337-353.
- Renaud-Mornant, 1975 : Deep-sea Tardigrada from the 'Meteor' Indian Ocean expedition. Meteor Forschungsergebnisse. Reihe D: Biologie, vol. 21, p. 54-61.